# Ramp (Hörfunk)
In der Radioszene wird mit ramp jener Teil am Anfang eines Musikstückes bezeichnet, bei dem noch nicht gesungen wird. Manchmal wird dieser Teil Intro genannt, die deutschsprachige Entsprechung ist Vorlauf oder eingedeutscht Rampe.

## Unterformen
Der Ramp-Talk ist meist eine (An-)Moderation während der ersten Sekunden eines Musikstückes, also während der Ramp. Diese Technik ermöglicht sanftere (musikalische) Übergänge zwischen Jingles, Moderation und Musikprogramm.
Als Ramp-Kill wird jene – meist ungewollte – Situation bezeichnet, wenn die (An-)Moderation eines Radio-Moderators über die Ramp hinausgeht und somit auch ein Stück des gesungenen Teils des Musikstückes überdeckt.

## Praktische Realisierung
Werden Musikstücke im Hörfunkstudio digital mittels eines Radioautomationssystems eingespielt, so können diese Dateien vorcodiert werden. Dem Moderator wird dann die Länge der Ramp in Form eines Countdowns auf dem Bildschirm angezeigt. Jener muss sich also nicht auf die Kenntnis der Stücke verlassen, um den Ramp-Talk zum richtigen Zeitpunkt zu beenden.